# I Got a Boy
I Got a Boy è il quarto album studio  in lingua  coreana (il sesto complessivo) del gruppo femminile sudcoreano Girls' Generation, pubblicato il 1º gennaio 2013 dalla SM Entertainment. Un pezzo era già stato registrato nel 2008, ed è il primo album coreano del gruppo dopo 14 mesi. L'album è preceduto dal singolo Dancing Queen (remake di Mercy di Duffy), pubblicato il 21 dicembre 2012.

## Tracce
1. I Got a Boy – 4:54 (testo: Yoo Young Jin, Will Simms – musica: Yoo Young-jin, Will Simms, Anne Judith Wik, Sarah Lundback Bell)
2. Dancing Queen – 3:35 (testo: Yoon Hyo-sang, Jessica Jung, Tiffany Hwang – musica: Stephen Andrew Booker, Aimee Ann Duffy, Kenzie)
3. Baby Maybe – 3:11 (testo: Choi Soo-young, Kwon Yuri, Seo Joo-hyun – musica: Mich Hansen, Jonas Jeberg, Ruth-Anne Cunningham, Victoria Lott)
4. Talk Talk (말해봐) – 2:53 (testo: Kim Tae-sung – musica: Mason Charlie, Oscar Michael G. Rres, Danny Saucedo)
5. Promise – 3:28 (testo: Mo-ul – musica: Joseph Belmaati)
6. Express 999 – 2:50 (testo: Kim Jung-bae – musica: Kenzie)
7. Taeyeon & Tiffany – Lost in Love (유리아이 Glass Child) – 3:31 (Park Chang-hyun)
8. Look at Me – 3:09 (testo: Jun Gan-di – musica: Johan Gustafson, Fredrik Häggstam, Sebastian Lundberg, Louis Schoorl)
9. XYZ – 3:39 (testo: Seohyun, Kwon Yuri – musica: Jonathan Yip, Jeremy L. Reeves, Ray Romulus, Victoria Horn)
10. Romantic St. (낭만길) – 3:58 (testo: Lee Shin-sung, Lee Chan-mi, Sumi – musica: Matthew Heath, Hailey Collier, DK, Jordan Kyle, Hyuk Shin, Jee Yoon Yoo)

## Classifiche

### Classifiche settimanali
| Classifica (2013) | Posizione massima |
| ----------------- | ----------------- |
| Corea del Sud     | 1                 |

### Classifiche di fine anno
| Classifica (2013) | Posizione |
| ----------------- | --------- |
| Corea del Sud     | 2         |

## Date di pubblicazione
| Paese         | Formato           | Data            | Etichetta                      | Edizione                                |
| ------------- | ----------------- | --------------- | ------------------------------ | --------------------------------------- |
| Mondo         | Download digitale | 1º gennaio 2013 | SM Entertainment               | Regolare                                |
| Corea del Sud | CD                | 2 gennaio 2013  | SM Entertainment, KMP Holdings | Regolare (versioni singole e di gruppo) |